# Kartonghuset
Kartonghuset var ett barnprogram som sändes i fem avsnitt i Sveriges Television augusti 1975. I programmet byggde Erik Fichtelius och Brita Offrell tillsammans med barnen Magnus och Petra ett hus av kartong samt möbler och dockor till detta, så kallade "Strumpfilurer".